# Conventions de Genève
Pour les articles homonymes, voir Convention de Genève.
Ne doit pas être confondu avec Protocole de Genève ou Convention relative au statut des réfugiés.

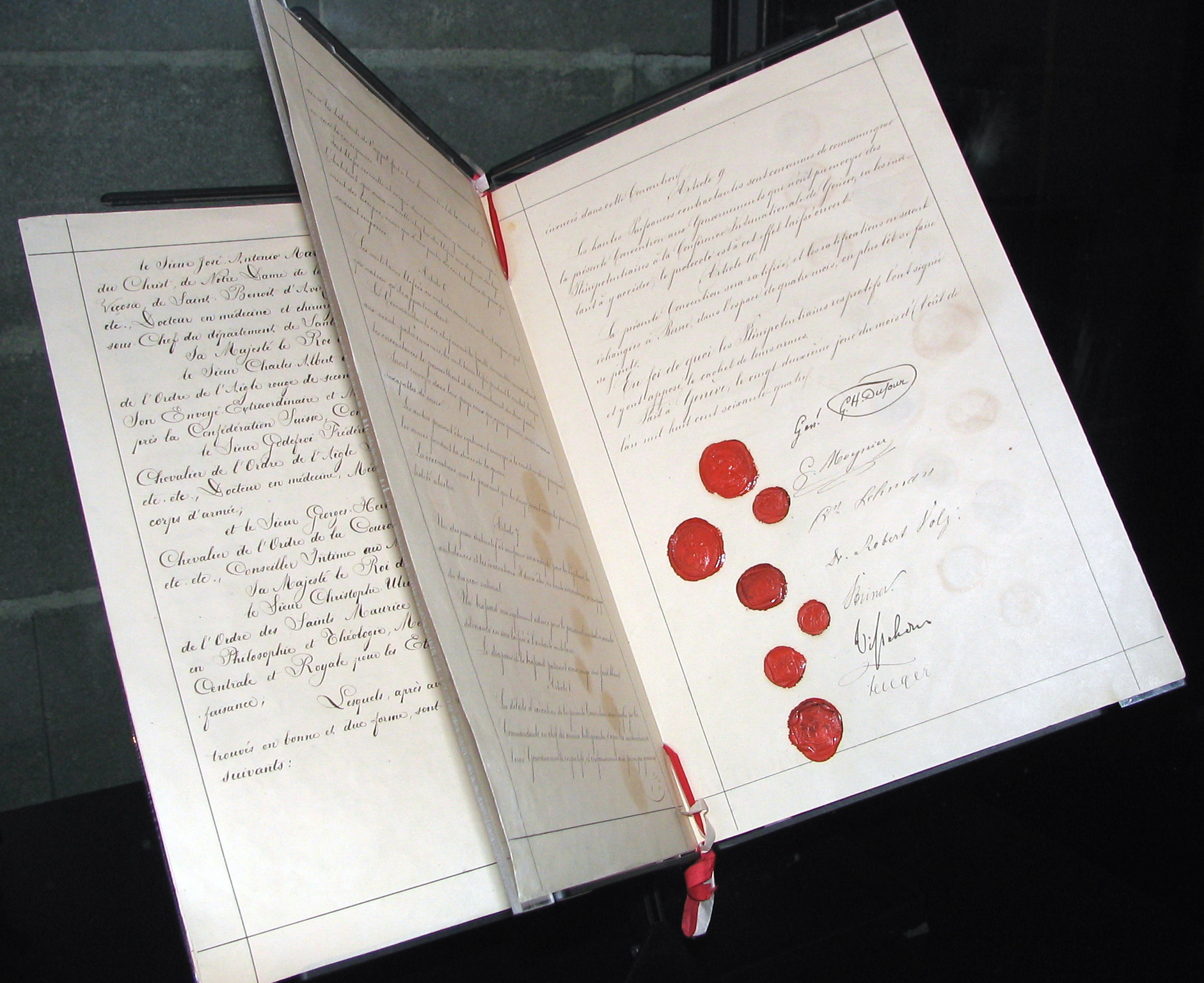
Fac-similé de l'original de la première convention de Genève (1864).

Les conventions de Genève sont des traités internationaux fondamentaux dans le domaine du droit international humanitaire. Elles dictent les règles de conduite à adopter en période de conflits armés, et notamment la protection des civils, des membres de l'aide humanitaire, des blessés, ou encore des prisonniers de guerre.
La première convention de Genève date de 1864. Cependant, les textes qui sont en vigueur aujourd'hui ont été écrits après la Seconde Guerre mondiale. Sept textes ont cours actuellement : les quatre conventions de Genève du 12 août 1949 ; les deux protocoles additionnels du 8 juin 1977 ; le troisième protocole additionnel de 2005. Les quatre conventions de Genève ont été mondialement ratifiées, ce qui signifie que chacun des États du monde s'engage à les respecter.

## Conventions de Genève avant 1949

### Convention de 1864
La première convention de Genève, ayant eu lieu le 22 août 1864, est née de la volonté d'améliorer le sort des blessés sur le champ de bataille. Son origine est étroitement liée à celle de la Croix-Rouge. Toutes deux sont dues à l'initiative du Genevois Henry Dunant, révolté par le triste sort des blessés après la bataille de Solférino en 1859, qui avait opposé Français et Sardes aux Autrichiens.
En août 1864, la convention est signée par douze États européens : le grand-duché de Bade, la Belgique, le Danemark, l'Espagne, la France, le grand-duché de Hesse, l'Italie, les Pays-Bas, le Portugal, le royaume de Prusse, la Suisse et le royaume de Wurtemberg. La Norvège et la Suède s'y ajoutent en décembre. C'est la naissance officielle du droit international humanitaire.
La convention protège le personnel de secours aux blessés : selon les termes de l'article 1, « les ambulances et les hôpitaux militaires seront reconnus neutres, et, comme tels, protégés et respectés par les belligérants ». Un signe distinctif, la croix rouge sur fond blanc, permet de distinguer les personnes venant en aide aux blessés.

### Conventions de 1906 et 1929
En 1906 et 1907, une nouvelle convention est convoquée. Elle révise les protocoles publiés en 1899 et en adopte de nouveaux. La conférence suivante ne peut être convoquée à la date prévue en raison de la survenue de la Première Guerre mondiale. Une nouvelle conférence a lieu en juillet 1929, qui, en plus de réviser les protocoles de 1906, s'intéresse plus particulièrement à la question des prisonniers de guerre.
Après la guerre austro-prussienne de 1866, l'Autriche demande d'élargir l'intervention de la Croix-Rouge prévue par la convention de Genève de 1864, qui traitait des militaires blessés ou malades, aux soldats morts pour éviter les morts anonymes en créant un moyen d'identification. Pendant la guerre franco-allemande de 1870, les soldats prussiens ont une carte, puis une plaque. La France en munit ses militaires en 1881. Au cours des discussions pour la convention de Genève de 1906, les États décident que ce sujet n'appartient pas au droit international et refusent de rendre obligatoire le port d'une plaque par les militaires. Mais les soldats n'acceptent plus une mort anonyme pendant la Première Guerre mondiale. La convention de Genève de 1929 rend obligatoire le port d'une plaque d'identité par chaque soldat en précisant que les belligérants doivent protéger, rechercher, identifier et inhumer les militaires morts.

## Conventions de 1949

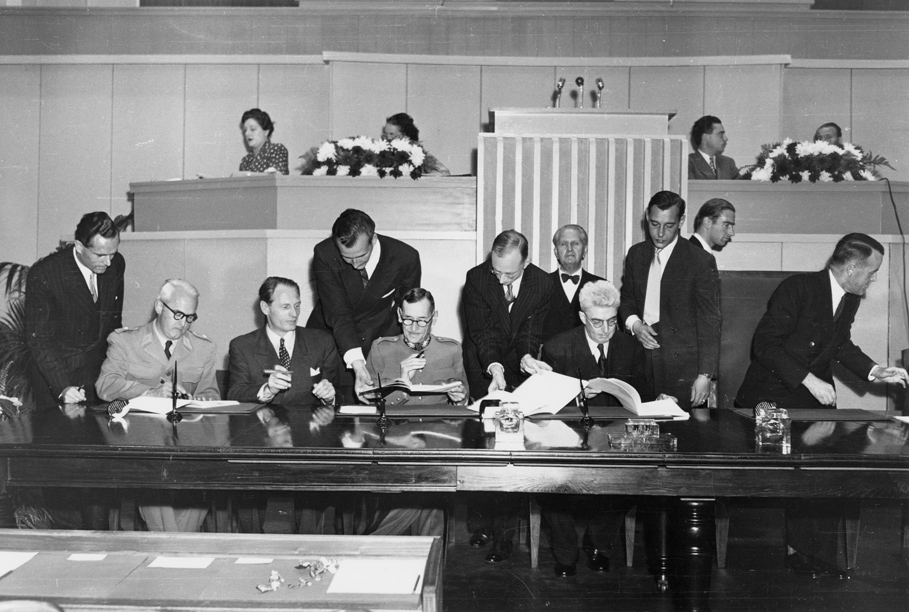
Signature des conventions en 1949.

En 1949, à l'initiative du gouvernement suisse, cinquante-neuf États prennent part à une conférence pour élaborer de nouveaux textes. Douze autres États et plusieurs organisations internationales dont l'ONU sont observateurs. Les quatre nouvelles conventions, signées le 12 août, développent les principes exposés dans les déclarations précédentes et développent de nouvelles idées, en particulier pour la protection des civils, dans la quatrième convention. Avec l'exception de l'article 3 commun aux quatre conventions qui contient des droits de l'Homme fondamentaux, les conventions de Genève s'appliquent seulement lors d'un conflit armé international.

### Deux premières conventions
La première convention de 1949, intitulée Convention de Genève pour l'amélioration du sort des blessés et des malades dans les forces armées en campagne (aussi appelée « Première convention de Genève » pour la distinguer des trois suivantes), prolonge celle de 1864. Elle fut signée le 12 août 1949. Composée de 64 articles, elle prévoit une protection pour les blessés et les malades, mais aussi pour le personnel sanitaire et religieux ainsi que pour les formations et les transports sanitaires.
La convention de Genève pour l'amélioration du sort des blessés, des malades et des naufragés des forces armées sur mer (appelée « Deuxième convention de Genève ») a été la première à réglementer la protection des blessés, des malades et des naufragés des forces armées sur mer. Avant son adoption, les règles relatives à la protection des blessés, des malades et des naufragés en temps de guerre maritime étaient codifiées dans les conventions de La Haye de 1899 et 1907. La Deuxième convention de Genève contient 63 articles. Outre la protection des blessés, des malades et des naufragés des forces armées sur mer, ses dispositions prévoient une protection spéciale pour les navires-hôpitaux, les embarcations de sauvetage côtières, les aéronefs sanitaires et autres moyens de transport sanitaire sur mer, ainsi que pour le personnel religieux, médical et hospitalier exerçant ses fonctions dans un contexte maritime.

### Troisième et quatrième conventions

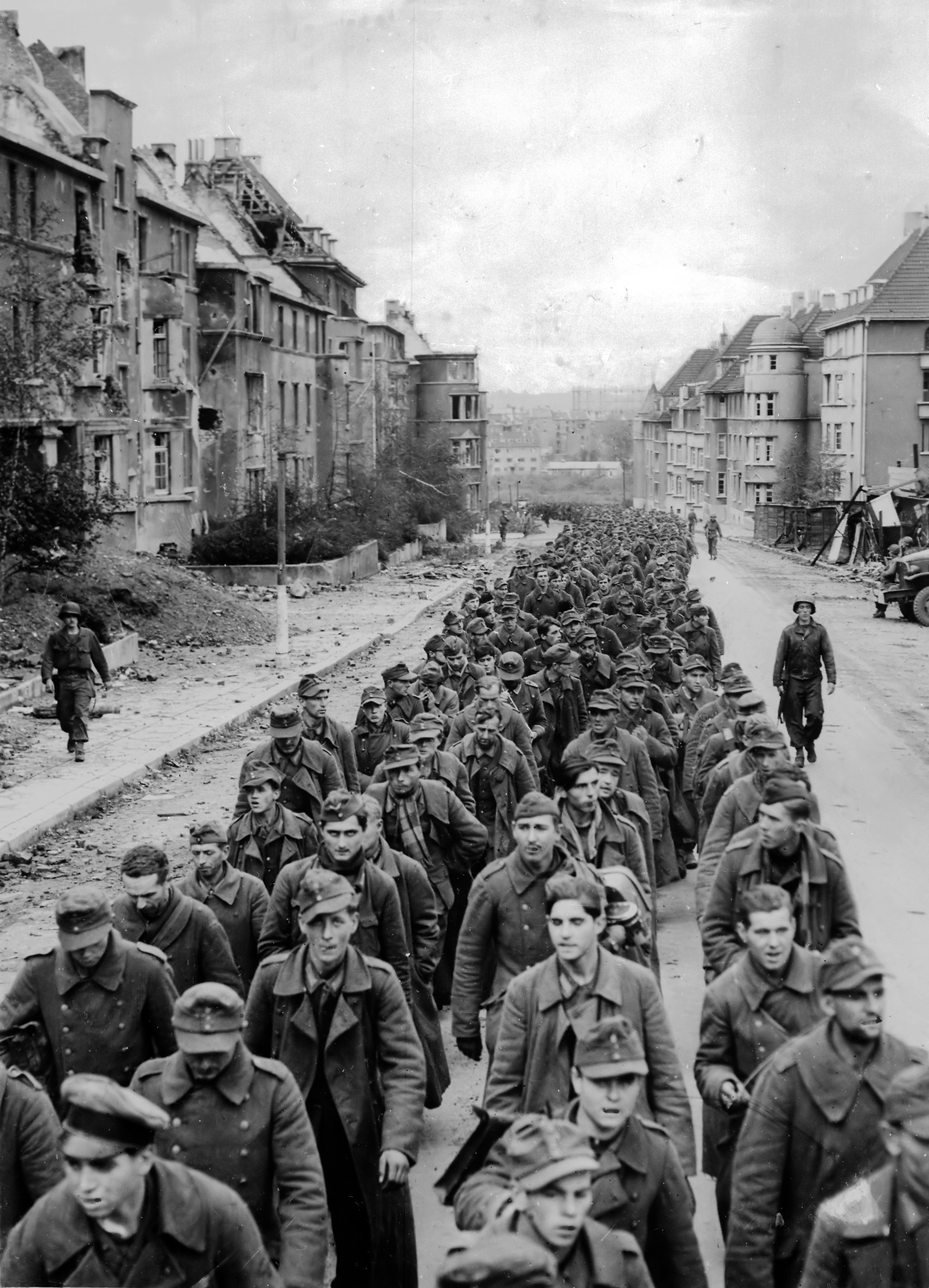
Des prisonniers de guerre allemands lors de la prise d'Aix-la-Chapelle par les Alliés.

La convention de Genève relative au traitement des prisonniers de guerre du 12 août 1949 (appelée « troisième convention de Genève ») aborde les mêmes questions que celle de 1929. Le terme « prisonnier de guerre » est défini dans cette convention : c'est un combattant qui a été capturé. Cela peut être un soldat d'une armée, un membre d'une milice, ou encore certains civils comme les résistants. C'est cette convention qui permet au Comité international de la Croix-Rouge (CICR) de rendre visite à tous les camps de prisonniers de guerre sans aucune restriction. Le CICR peut également s'entretenir, sans témoin, avec les prisonniers. Cette convention fixe également les limites sur le traitement général des prisonniers comme l'obligation de traiter humainement les prisonniers (la torture et tous les actes de pression physique ou psychologique sur ces derniers sont strictement interdits,), les obligations sanitaires, que ce soit au niveau de l'hygiène ou de la nourriture, et le respect de la religion des prisonniers.
La convention de Genève relative à la protection des personnes civiles en temps de guerre, actuellement en vigueur, est signée le 12 août 1949. Elle est appelée « quatrième convention de Genève ». Historiquement, la codification du traitement réservé aux civils en temps de guerre constitue aussi une troisième étape dans la constitution du « droit de Genève ». Les participants ont voulu tenir compte des leçons de la Seconde Guerre mondiale et d'une évolution des conflits armés, dont les principales victimes sont, toujours plus, les civils. Cette convention est un compromis entre les impératifs militaires de sécurité (pour l'occupant) et les droits fondamentaux des civils (subissant l'occupation). C'est donc un minimum réaliste, intangible, qui s'applique « quelles que soient les circonstances ». Ce consensus des États remonte à 1949. Avec cette convention, les civils sont clairement protégés de tout acte hostile : ils ne peuvent être pris en otage pour par exemple servir de boucliers humains, ; aucune contrainte ou brutalité ne peut être exercée à l'égard des personnes protégées, notamment pour obtenir des renseignements ; toutes les mesures de représailles visant les civils ou leurs biens sont strictement interdites ; les punitions collectives sont strictement interdites,, ; l'armée qui occupe un territoire où vivent des civils doit assurer leur protection et n'a pas le droit de les déporter ou d'implanter des colons civils dans le territoire concerné.
La quatrième convention de Genève comporte 159 articles et 3 annexes et précise, parmi toutes ses dispositions, la violation de certaines, qui constitue une « infraction grave », correspondant à un crime de guerre. Ces violations sont : « l'homicide intentionnel, la torture ou les traitements inhumains, y compris les expériences biologiques, le fait de causer intentionnellement de grandes souffrances ou de porter des atteintes graves à l'intégrité physique ou à la santé, la déportation ou le transfert illégaux, la détention illégale, le fait de contraindre une personne protégée à servir dans les forces armées de la puissance ennemie, ou celui de la priver de son droit d'être jugée régulièrement et impartialement selon les prescriptions de la présente convention, la prise d'otages, la destruction et l'appropriation de biens non justifiées par des nécessités militaires et exécutées sur une grande échelle de façon illicite et arbitraire ».

## Deux protocoles additionnels de 1977
Le 8 juin 1977, deux protocoles additionnels aux conventions de Genève sont signés.
Le premier protocole concerne la protection des victimes lors des conflits internationaux, mais également lors des « conflits armés dans lesquels les peuples luttent contre la discrimination coloniale et l'occupation étrangère et contre les régimes racistes dans l'exercice du droit des peuples à disposer d'eux-mêmes » (article 2). Le second protocole concerne la protection des victimes lors des guerres civiles : il est question de conflit armé non international, par opposition aux conflits armés internationaux du premier protocole additionnel.
Le 28 janvier 1998, le Royaume-Uni ratifie les deux protocoles additionnels de 1977 à la convention de Genève, avec une déclaration du ministre d'État des Affaires étrangères et du Commonwealth, Tony Lloyd, selon laquelle l'interdiction de la destruction massive ne s'applique qu'aux armes conventionnelles et  ne réglemente pas et « n'interdit pas l'utilisation des armes nucléaires ».

## Troisième protocole additionnel de 2005
Le troisième protocole additionnel du 8 décembre 2005 adopte un signe distinctif nouveau qui représente un losange rouge sur fond blanc, le cristal rouge. Cet emblème permet aux Sociétés nationales de secours aux blessés ne désirant pas adopter la croix rouge ou le croissant rouge comme signe distinctif de devenir membre du Mouvement international de la Croix-Rouge et du Croissant-Rouge, et de bénéficier de la protection que les conventions de Genève leur garantissent. Le troisième protocole additionnel permet aux services sanitaires et religieux des Nations unies d'utiliser un des signes distinctifs reconnus.

## Application
Si le gouvernement suisse est le dépositaire de ces traités et si le Comité international de la Croix-Rouge (CICR) est le « gardien du droit international humanitaire » et le défenseur des victimes de la guerre, la mise en œuvre des conventions de Genève relève de la responsabilité des États parties, qui s'engagent à « respecter et faire respecter » cette convention « en toutes circonstances ».
Le statut de la Cour pénale internationale (CPI) prévoit qu'elle juge les crimes de guerre, c'est-à-dire les infractions graves définies comme telles dans les conventions de Genève.
La Cour internationale de justice (CIJ) peut être appelée à se prononcer sur l'applicabilité de la IVe convention sur un territoire occupé[réf. nécessaire]. À la suite de la requête du secrétaire général des Nations unies, elle l'a fait à titre consultatif à propos des territoires palestiniens occupés. Lors de conférences diplomatiques qui se sont tenues en 1999 et en 2001, les États parties aux traités ont rappelé les obligations des « parties au conflit (de toutes les parties — Israéliens comme Palestiniens — et de tous les niveaux — autorités comme individus), sur la base des règles humanitaires conventionnelles ou coutumières inscrites notamment dans la quatrième convention de Genève », ainsi que les « obligations spécifiques d'Israël en tant que Puissance occupante, sur la base des dispositions de la quatrième convention de Genève ».

## Conventions de Genève aujourd'hui
Certaines critiques ont suggéré que les conventions, qui ne s'appliquent qu'aux conflits armés internationaux (à l'exception de l'article 3 commun aux quatre conventions, qui couvre également les conflits armés non internationaux), n'étaient plus adaptées au type de guerre contemporaine qui oppose les armées régulières aux groupes armés, à une époque où la plupart des conflits ont lieu au sein des États et non entre eux. Les partisans des traités, dont le Comité international de la Croix-Rouge, soutiennent que les règles sont toujours pertinentes et que les conventions, ainsi que leurs protocoles additionnels, continuent de fournir le meilleur cadre disponible pour protéger les civils et les personnes qui ne combattent plus. Les conventions ont été complétées par les protocoles additionnels et par des règles importantes élaborées en droit international humanitaire coutumier, ce qui a renforcé encore la protection des civils, notamment lors de conflits armés non internationaux.
Le 12 novembre 2019, la Russie s'est retirée de l'article 90 du premier protocole additionnel aux conventions de Genève validé par le Soviet suprême de l'Union soviétique le 4 août 1989. Cet article permet à la « Commission internationale humanitaire d'établissement des faits » d'enquêter sur les crimes de guerre perpétrés à l'encontre de civils par un État partie. Or, la Russie a estimé que « les risques d'abus de pouvoirs de la Commission à des fins politiques par des États sans scrupule augment[aient] considérablement ». « Autrement dit, explique La Croix, le Kremlin craint d'être pointé du doigt voire poursuivi pour d'éventuelles violations du droit humanitaire sur le champ de bataille où ses soldats sont présents […]. C'est pour des raisons identiques que ni les États-Unis, ni la Chine, ni la France, parmi les cinq membres permanents du Conseil de sécurité des Nations unies, n'ont rejoint la Commission internationale humanitaire d'établissement des faits. »